# Port Augusta Airport
Port Augusta Airport är en flygplats i Australien. Den ligger i kommunen Port Augusta och delstaten South Australia, omkring 280 kilometer norr om delstatshuvudstaden Adelaide.
Närmaste större samhälle är Port Augusta West, nära Port Augusta Airport. 
Omgivningarna runt Port Augusta Airport är i huvudsak ett öppet busklandskap. Genomsnittlig årsnederbörd är 407 millimeter. Den regnigaste månaden är juni, med i genomsnitt 61 mm nederbörd, och den torraste är oktober, med 14 mm nederbörd.